# Simulium kapuri
Simulium kapuri är en tvåvingeart som beskrevs av Datta 1975. Simulium kapuri ingår i släktet Simulium och familjen knott. Inga underarter finns listade i Catalogue of Life.